# 19 décembre
Pour les articles homonymes, voir Dix-Neuf-Décembre.
19 novembre 19 janvier
Chronologies thématiques
- Croisades
- Ferroviaires
- Sports
- Disney
- Anarchisme
- Catholicisme

Abréviations / Voir aussi
- (° 1852) = né en 1852
- († 1885) = mort en 1885
- a.s. = calendrier julien
- n.s. = calendrier grégorien
- Calendrier
- Calendrier perpétuel
- Liste de calendriers
- Naissances du jour

Le 19 décembre est le 353e jour de l'année du calendrier grégorien, le 354e en cas d'année bissextile. Il reste 12 jours avant la fin de l'année.
C'était généralement le 29e jour du mois de frimaire dans le calendrier républicain français, officiellement dénommé jour de l'olive.

## Événements

### XIIesiècle
- 1154 : couronnement de Henri II d'Angleterre.
- 1187 : élection du pape Clément III.

### XVesiècle
- 1490 : mariage par procuration de Maximilien Ier et Anne de Bretagne.

### XVIesiècle
- 1562 : bataille de Dreux (guerres de Religion).
- 1582 : l'année n'a pas en France de 19 décembre. Du fait de l'adoption du calendrier grégorien par ce pays, le lendemain du dimanche 9 décembre y aura été le lundi 20 décembre directement.

### XVIIesiècle
- 1675 : bataille de Great Swamp, lors de la guerre du Roi Philip, qui oppose les troupes de la milice de Nouvelle-Angleterre aux Narragansetts.

### XVIIIesiècle
- 1722 : fondation de la Compagnie d'Ostende.
- 1783 : William Pitt le Jeune devient Premier ministre de Grande-Bretagne.

### XXesiècle
- 1907 : catastrophe de la mine de Darr.
- Première Guerre mondiale :
  - en 1914, les Britanniques imposent leur protectorat à l'Égypte, en déposant Abbas II Hilmi, remplacé par Hussein Kamal.
  - en 1916 : fin de la bataille de Verdun.
- 1941, en pleine seconde guerre mondiale : Adolf Hitler devient Oberkommando des Heeres.
- 1946 : 
  - résolution no 15, du Conseil de sécurité des Nations unies, sur la question grecque.
  - coup de force vietnamien à Hanoï, marquant le début de la guerre d’Indochine (finie en 1954).
- 1961 : reddition portugaise face aux troupes indiennes à Goa, que l'Inde annexe (opération Vijay).
- 1965 : réélection de Charles de Gaulle à la présidence de la République française, la première au suffrage universel direct et mixte.
- 1978 : panne électrique géante en France, à la suite d'une défaillance sur une ligne à très haute tension de 400 000 volts pendant une durée de 4 heures.
- 1990 : démission du Premier ministre libanais Salim el-Hoss.
- 1998 : vote de l'impeachment de Bill Clinton, qui n'aboutira ni à son éviction ni à sa démission, avant la fin de son second mandat.
- 1999 : après plus de 400 ans d'occupation, le Portugal rétrocède Macao à la Chine.

### XXIesiècle
- 2012 : Park Geun-hye est élue présidente de Corée du Sud.
- 2018 : à Madagascar, au second tour de l'élection présidentielle, Andry Rajoelina l'emporte, avec 55 % des voix en sa faveur.
- 2019 : en Syrie, l'armée lance une offensive, dans la région de Maarat al-Nouman.
- 2021 : au Chili, le candidat de gauche radicale Gabriel Boric remporte le second tour de l’élection présidentielle[1].

## Arts, culture et religion
- 1582 : sur décision du Pape Grégoire XIII, transposée en droit "national", l'année n'a pas en France de 19 décembre. Du fait de l'adoption du calendrier grégorien par ce pays, le lendemain du dimanche 9 décembre aura été le lundi 20 décembre directement.
- 1964 : entrée des cendres de Jean Moulin au Panthéon, et vibrant discours de l'écrivain et ministre des affaires culturelles André Malraux, à cette occasion, devant un parterre dont le président de Gaulle en uniforme militaire.
- 1971 : la sortie aux États-Unis du film Orange mécanique, de Stanley Kubrick, déclenche un tourbillon de polémiques.
- 2001 : sortie du film Le Seigneur des anneaux : La Communauté de l'anneau.

## Sciences et techniques
- 1582 : l'année n'a pas en France de 19 décembre. Du fait de l'adoption du calendrier grégorien par ce pays, le lendemain du dimanche 9 décembre aura été le lundi 20 décembre directement.
- 1877 : Thomas Edison brevète le phonographe.
- 1951 : découverte d'un important gisement de gaz à Lacq(-en-Béarn) dans le département français et basco-béarnais des Pyrénées-Atlantiques alors que la compagnie aquitaine y ayant foré y avait plutôt prévu du pétrole[2].
- 1999 : la navette spatiale Discovery décolle, pour une mission de réparation du télescope spatial Hubble.
- 2005 : inauguration du Montevideo, à Rotterdam (Pays-Bas).
- 2013 : Gaia, satellite européen ayant pour mission la constitution d’un catalogue astronomique d’environ un milliard d’objets, est lancé, depuis la base guyanaise française et européenne de Kourou.

## Économie et société
- 1582 : l'année n'a pas en France de 19 décembre. Du fait de l'adoption du calendrier grégorien par ce pays, le lendemain du dimanche 9 décembre aura été le lundi 20 décembre directement.
- 2011 : faillite de Saab Automobile.
- 2016 : 
  - en Turquie, assassinat du diplomate russe Andreï Karlov, qui y était ambassadeur de son pays.
  - fusillade dans un centre culturel musulman à Zurich.
  - attentat à Berlin, en Allemagne, où un camion fonce dans la foule d'un marché de Noël.
- 2018 : en Tunisie, adoption du Pacte mondial sur les migrations dit « de Marrakech ».
- 2024 : en France, Dominique Pelicot et cinquante autres hommes sont reconnus coupables du viol collectif de son ex-femme Gisèle Pelicot[3].

## Naissances

### XVIIesiècle
- 1676 : Louis-Nicolas Clérambault, musicien français († 26 octobre 1749).
- 1683 : Philippe V d'Espagne, petit-fils de Louis XIV, duc d'Anjou puis roi d'Espagne ancêtre direct de l'actuelle dynastie († 9 juillet 1746).

### XVIIIesiècle
- 1778 : Marie-Thérèse Charlotte de France, "Madame Royale", duchesse d'Angoulême, fille aînée de Louis XVI († 19 octobre 1851).
- 1790 : William Edward Parry, explorateur et hydrographe britannique († 8 juillet 1855).

### XIXesiècle
- 1817 : Heinrich Fischer, zoologiste et minéralogiste allemand († 2 février 1886).
- 1852 : Albert Abraham Michelson, physicien américain, prix Nobel de physique 1907 († 9 mai 1931).
- 1853 : Charles Fitzpatrick, homme politique et juge québécois († 17 juin 1942).
- 1854 : Marcel Brillouin, mathématicien et physicien français († 16 juin 1948).
- 1859 : Thomas « Tom » Pettitt, joueur de paume et de tennis britannique († 17 octobre 1946).
- 1866 : Eugène Grisot, archer français champion olympique en 1908 († 2 mai 1936).
- 1868 : Théodore Steeg, homme politique français († 19 décembre 1950).
- 1875 : 
  - Hiram Bingham, explorateur et homme politique américain († 6 juin 1956).
  - Mileva Einstein, physicienne serbe, épouse d'Albert Einstein ( † 4 août 1948)
- 1876 : Enrique Plá y Deniel, prélat espagnol († 5 juillet 1968).
- 1879 : Beals Wright, joueur de tennis américain († 23 août 1961).
- 1880 : Augustin Jean Ukken, prêtre catholique syro-malabar, vénérable († 13 octobre 1956).
- 1882 : Ralph DePalma, pilote de courses automobile italo-américain († 31 mars 1956).
- 1883 : Barry Byrne, architecte américain († 18 décembre 1967).
- 1884 : Gaston Aumoitte, officier et joueur de croquet français champion olympique en 1900 († 30 décembre 1957).
- 1886 : Ángel Herrera y Oria, prélat espagnol († 28 juillet 1968).
- 1888 : Fritz Reiner, chef d'orchestre américain d’origine austro-hongroise († 15 novembre 1963).
- 1894 : Ford Frick, journaliste sportif, président de la Ligue nationale de baseball et commissaire du baseball majeur († 8 avril 1978).
- 1898 : 
  - Jean C. Lallemand, industriel, philanthrope et mécène québécois († 17 novembre 1987).
  - René Riffaud, un des derniers poilus français de la Première Guerre mondiale († 15 janvier 2007).

### XXesiècle
- 1901 : Dimitar Nenov (Димитър Ненов), architecte et compositeur bulgare († 30 août 1953).
- 1902 : Ralph Richardson, acteur britannique († 10 octobre 1983).
- 1903 : George Snell, biologiste américain, prix Nobel de physiologie ou médecine en 1980 († 6 juin 1996).
- 1904 : Gérard-Marie Coderre, évêque québécois († 19 décembre 1993).
- 1905 : Norman Vaughan, explorateur et musher américain († 23 décembre 2005).
- 1906 : Léonid Brejnev (Леони́д Ильи́ч Бре́жнев), homme politique soviétique chef d'État de 1964 à sa mort († 10 novembre 1982).
- 1907 : James « Jimmy » McLarnin, boxeur canadien († 28 octobre 2004).
- 1908 : Gisèle Freund, sociologue et photographe française († 30 mars 2000).
- 1909 : 
  - Iikka Martas, architecte finlandais († 24 janvier 1965).
  - Martin Serre, joueur français de rugby à XIII († 15 mars 1992)
- 1910 : Jean Genet, homme de lettres français († 15 avril 1986).
- 1911 : Max Papart, peintre, graveur et illustrateur français († 29 août 1994).
- 1912 : Michel André, comédien et dramaturge français († 10 novembre 1987).
- 1913 : Juan Landazuri Ricketts, prélat péruvien, archevêque de Lima de 1954 à 1990 († 16 janvier 1997).
- 1914 : Melvin Shaw, scénariste américain († 22 novembre 2012).
- 1915 :
  - Kenneth « Ken » O'Brien, animateur américain († 17 janvier 1990).
  - Édith Piaf (Édith Giovanna Gassion dite), chanteuse française († 10 octobre 1963).
  - Claudia Testoni, athlète italienne († 17 juillet 1998).
- 1916 : Elisabeth Noelle-Neumann, sociologue allemande († 25 mars 2010).
- 1917 : 
  - Jean Turco, homme politique français.
  - Martin Auguste Winterberger, seul Français évadé du camp de concentration de Natzweiler-Struthof († 5 octobre 1993).
- 1918 : Salma Ismail, médecin malaisienne († 20 juillet 2014).
- 1919 : Éléonore Hirt, actrice française († 27 janvier 2017).
- 1922 : Jacques Capelovici, linguiste français dit Maître Capélo aux Jeux de 20 heures télévisés († 20 mars 2011).
- 1923 : 
  - Caio Mario Garrubba, photographe italien († 2 mai 2015)
  - Onofre Marimón, pilote de F1 et de courses automobile d'endurance argentin († 31 juillet 1954).
- 1924 :
  - Douglas Norman « Doug » Harvey, hockeyeur professionnel québécois († 26 décembre 1989).
  - Edmund Purdom, acteur britannique († 1er janvier 2009).
  - Michel Tournier, homme de lettres français († 18 janvier 2016).
  - Cicely Tyson, actrice américaine († 28 janvier 2021).
- 1925 :
  - Rabah Bitat (رابح بيطاط), homme politique algérien, président de la République († 10 avril 2000).
  - Jacques Fatton, footballeur franco-suisse († 25 juillet 2011).
  - Robert Bernard Sherman, compositeur américain de musiques de films († 6 mars 2012).
- 1927 : 
  - James Booth, acteur et scénariste britannique († 11 août 2005).
  - André Gaillard, humoriste et acteur français du duo Les Frères ennemis († 30 septembre 2019).
  - Paul Guers, acteur français († 16 novembre 2016).
- 1929 : 
  - Ronald Caron, hockeyeur canadien († 9 janvier 2012).
  - Pentti Hämäläinen, boxeur finlandais champion olympique († 11 décembre 1984).
- 1930 : Wally Olins, designer britannique († 14 avril 2014).
- 1934 : Albert William « Al » Kaline, joueur de baseball américain († 6 avril 2020).
- 1936 : 
  - Pierre Nadeau, journaliste et animateur québécois († 3 septembre 2019).
  - Avraham Yehoshua, écrivain israélien († 14 juin 2022).
- 1937 : David Rowe-Beddoe, homme d'affaires britannique († 15 novembre 2023).
- 1938 : Karel Svoboda, compositeur de musique de film tchèque († 28 janvier 2007).
- 1939 : Philippe Adrien, auteur, scénariste et metteur en scène français († 14 septembre 2021).
- 1941 : Maurice White, chanteur, producteur, compositeur et instrumentiste américain du groupe Earth, Wind and Fire († 4 février 2016).
- 1942 : Rufus (Jacques Narcy dit), comédien français.
- 1943 : Mireille Dansereau, réalisatrice et scénariste québécoise.
- 1944 : 
  - William Christie, claveciniste et chef d'orchestre américain naturalisé français, fondateur des Arts Florissants à Versailles.
  - Richard Leakey, paléoanthropologue kényan († 2 janvier 2022).
  - Alvin Lee, guitariste et chanteur britannique du groupe Ten Years After († 6 mars 2013).
- 1945 : Zagalav Abdulbekov, lutteur soviétique champion olympique.
- 1946 : 
  - Jean-Christophe Mitterrand, journaliste, consultant international et homme d'affaires français.
  - Robert Urich, acteur et producteur américain († 16 avril 2002).
- 1947 : 
  - A.D.G. (Alain Fournier dit), journaliste et écrivain français († 1er novembre 2004).
  - Jean-Louis Florentz, compositeur musical français († 4 juillet 2004).
- 1948 : John Duncan, homme politique canadien.
- 1949 : 
  - Hans-Josef « Jupp » Kapellmann, footballeur allemand.
  - Claudia Kolb, nageuse américaine double championne olympique.
- 1951 :
  - Bernard Bilicki, karatéka français.
  - Jacques Blaquart, évêque catholique français, évêque d'Orléans.
  - Fred W. Leslie, astronaute américain.
  - Migueli (Miguel Bernardo Bianquetti dit), footballeur espagnol.
- 1952 :
  - Walter Murphy, musicien, compositeur et arrangeur américain.
  - Enikő Szilágyi, actrice et chanteuse roumaine.
- 1954 : Lionnel Luca, homme politique français.
- 1955 : Gerhard Heer, épéiste allemand champion olympique.
- 1957 :
  - Cyril Collard, écrivain et réalisateur français († 5 mars 1993).
  - Michael Edward Fossum, astronaute américain.
  - Kevin McHale, basketteur puis entraîneur américain.
- 1958 : Xavier Beulin, agriculteur et syndicaliste français et breton († 19 février 2017).
- 1959 : Jonathan McKee, skipper américain champion olympique.
- 1960 : Ahmed bin Mohammed Al-Issa, ministre de l'éducation de l'Arabie saoudite de 2015 à 2018.
- 1961 : 
  - Jean-Pierre Filiu, universitaire, essayiste et consultant français, spécialiste de géopolitique proche-orientale.
  - Reginald Howard « Reggie » White, joueur américain de football américain († 26 décembre 2004).
- 1962 : Ghislain Taschereau, humoriste québécois issu du groupe Les Bleu Poudre.
- 1963 : Jennifer Beals, actrice américaine.
- 1964 :
  - Béatrice Dalle, actrice française.
  - Arvydas Sabonis, basketteur lituanien.
- 1965 : Jessica Steen, actrice américaine.
- 1966 :
  - Alberto Tomba, skieur italien.
  - Eric Weinrich, hockeyeur professionnel américain.
- 1967 : 
  - Jens Lehmann, coureur cycliste allemand double champion olympique.
  - Charles Austin, athlète américain spécialiste du saut en hauteur, champion olympique.
- 1968 : Antonio Rossi, kayakiste italien triple champion olympique.
- 1969 :
  - Scott Pearson, hockeyeur professionnel canadien.
  - Kristen Noel « Kristy » Swanson, actrice américaine.
- 1970 : 
  - Robert Lang, hockeyeur professionnel tchèque.
  - Hryhoriy Misyutin, gymnaste ukrainien champion olympique.
- 1972 :
  - Jamie Campbell-Walter, pilote de courses automobile anglais.
  - Alyssa Milano, actrice américaine.
  - Warren Sapp, joueur américain de football américain.
- 1973 : 
  - Vrbica Stefanov / Врбица Стефaнов, basketteur macédonien.
  - Zulfiya Zabirova, cycliste russo-kazakhe championne olympique.
- 1974 : 
  - Samira Gutoc, journaliste philippine.
  - Slaven Rimac, joueur puis entraîneur croate de basket-ball.
  - Galabin Boevski, haltérophile bulgare champion olympique.
- 1977 : 
  - Marc Ferracci, homme politique français.
  - Jorge Garbajosa, basketteur espagnol.
- 1978 :
  - Régis Boissié, basketteur français.
  - Mariame Dia, basketteuse française.
  - Denada Tambunan, chanteuse et actrice indonésienne.
- 1980 :
  - Fabian Bourzat, patineur français.
  - Jake Gyllenhaal, acteur américain.
  - Justin Hamilton, basketteur américain.
- 1982 :
  - Tero Pitkämäki, lanceur de javelot finlandais.
  - Maurice Williams, basketteur américain.
- 1983 :
  - Julien Dupuy, joueur de rugby français.
  - Yannick Nyanga, joueur de rugby français.
- 1985 :
  - Gary Cahill, footballeur anglais.
  - Carter Hutton, hockeyeur sur glace canadien.
  - Julien Toudic, footballeur français.
- 1986 :
  - Ryan Babel, footballeur néerlandais.
  - Lázaros Christodoulópoulos (Λάζαρος Χριστοδουλόπουλος), footballeur grec.
  - Keith Marquez Haynes, basketteur américain.
- 1987 :
  - Karim Benzema, footballeur français.
  - Idrissa Coulibaly, footballeur malien.
  - Daniel Hackett, basketteur italien.
- 1988 :
  - Niklas Landin Jacobsen, handballeur danois.
  - Alexis Sánchez, footballeur chilien.
- 1990 : Sally Fitzgibbons, surfeuse australienne.
- 1993 : Hermione Corfield, actrice britannique.
- 1994 :
  - Maudy Ayunda, actrice et chanteuse-compositrice indonésienne.
  - M'Baye Niang, footballeur français.

## Décès

### XIVesiècle
- 1325 : Agnès de France, duchesse de Bourgogne, dernier enfant survivant du roi Louis IX (° 1260).
- 1370 : Urbain V (Guillaume Grimoard dit), 200e pape, en fonction de 1362 à 1370 (° 1310).

### XVesiècle
- 1475 : Louis de Luxembourg-Saint-Pol, militaire français (° 1418).

### XVIIIesiècle
- 1741 : Vitus Béring, explorateur danois (° 12 août 1681).
- 1749 : Francesco Antonio Bonporti, prêtre et compositeur italien (° 11 juin 1672).

### XIXesiècle
- 1813 : James McGill, homme d'affaires et homme politique canadien (° 6 octobre 1744).
- 1815 : Benjamin Smith Barton, botaniste américain (° 10 février 1766).
- 1848 : Emily Brontë, femme de lettres britannique (° 30 juillet 1818).
- 1851 : Joseph Mallord William Turner, peintre britannique (° 23 avril 1775).
- 1886 : 
  - Robert Dyer Lyons, homme politique britannique (° 13 août 1826).
  - Michele Rapisardi, peintre italien (° 27 décembre 1822).
- 1890 : Zénaïde Fleuriot, écrivain français (° 28 octobre 1829).
- 1897 : Stanislas de Guaita, poète et occultiste français (° 6 avril 1861).

### XXesiècle
- 1906 : Frederic William Maitland, juriste et historien du droit britannique, professeur à l'université de Cambridge (° 28 mai 1850).
- 1908 : Victor-Lucien-Sulpice Lecot, prélat français, archevêque de Bordeaux de 1890 à 1908 (° 8 janvier 1831).
- 1913 : George Herbert « Bert » Gould, joueur de rugby gallois (° 18 avril 1870).
- 1915 : Aloïs Alzheimer, neuropsychiatre allemand (° 14 juin 1864).
- 1915 : Ella Harper, phénomène de foire américaine (° 5 janvier 1870).
- 1930 : John William Henry Tyler « Johnny » Douglas, boxeur et joueur de cricket britannique (° 3 septembre 1882).
- 1946 : Paul Langevin, physicien français (° 23 janvier 1872).
- 1950 : Théodore Steeg, homme politique français (° 19 décembre 1868).
- 1955 : Charlotte Sohy, compositrice française (° 7 juillet 1887).
- 1964 : Henri Le Thomas, Compagnon de la Libération (° 5 janvier 1903).
- 1974 : Ricardo Montero, cycliste sur route espagnol (° 9 juillet 1902).
- 1975 : Kitani Minoru (木谷実), joueur de go professionnel japonais (° 25 janvier 1909).
- 1977 : Jacques Tourneur (Jacques Thomas dit), réalisateur français (° 12 novembre 1904).
- 1984 : Michel Magne, compositeur (de musiques de films), musicien et interprète instrumentiste français (° 20 mars 1930).
- 1986 : Avelar Brandão Vilela, prélat brésilien, archevêque de São Salvador da Bahia, de 1971 à 1986 (° 13 juin 1912).
- 1989 :
  - Audrey Christie, actrice américaine (° 27 juin 1912).
  - Margot Lefebvre, chanteuse et animatrice québécoise (° 20 avril 1936).
  - Georges Rouquier, acteur et réalisateur français (° 23 juin 1909).
- 1993 :
  - Michael « Mike » Clarke, batteur américain du groupe The Byrds (° 3 juin 1946).
  - Gérard-Marie Coderre, évêque québécois (° 19 décembre 1904).
- 1995 : Henri Virlogeux, acteur français (° 22 mars 1924).
- 1996 : Marcello Mastroianni, acteur italien (° 28 septembre 1924).
- 1997 :
  - Masaru Ibuka (井深大), industriel japonais, cofondateur de Sony (° 11 avril 1908).
  - Jimmy Rogers (Jay Arthur Lane dit), guitariste et chanteur de blues américain (° 3 juin 1924).
- 1998 : Antonio Ordóñez, matador espagnol (° 16 février 1932).
- 1999 : Desmond Llewelyn, acteur britannique (° 12 septembre 1914).
- 2000 :
  - Milt Hinton, contrebassiste de jazz américain (° 23 juin 1910).
  - Son Sann (សឺន សាន), homme politique cambodgien, Premier ministre du Cambodge de 1967 à 1969 (° 5 octobre 1911).

### XXIesiècle
- 2003 : Hope Lange, actrice américaine (° 28 novembre 1933).
- 2004 :
  - Andrée Tainsy, actrice belge (° 26 avril 1911).
  - Renata Tebaldi, artiste lyrique italienne (° 1er février 1922).
- 2005 : 
  - Lucette Bousquet, juste parmi les nations (° 16 avril 1906).
  - Vincent Gigante, boxeur et mafioso américain (° 29 mars 1928).
- 2007 : Bernard Kessedjian, diplomate français (° 30 juin 1943).
- 2008 :
  - Dock Ellis, joueur de baseball américain (° 11 mars 1945).
  - Robert Saunal, ingénieur français et Compagnon de la Libération (° 2 novembre 1920).
  - Sam Tingle, pilote de courses automobile rhodésien puis zimbabwéen (° 24 août 1921).
- 2009 :
  - Hossein Ali Montazeri (حسینعلی منتظری), dirigeant religieux iranien (° 1922).
  - Kim Peek, « savant » américain (° 11 novembre 1951).
  - Jean-Pierre Rosnay, poète et écrivain français (° 8 avril 1926).
- 2011 : 
  - George Athor, homme politique soudanais (° ? 1962).
  - Héctor Núñez, footballeur puis entraîneur uruguayen (° 8 mai 1936).
- 2012 :
  - Robert Bork, juriste américain (° 1er mars 1927).
  - Paul Crauchet, acteur français (° 14 juillet 1920).
  - Colin Davis, pilote de courses automobile britannique (° 29 juillet 1933).
  - Georges Jobé, pilote de moto-cross belge (° 6 janvier 1961).
  - Keiji Nakazawa, auteur de bandes dessinées japonais (° 14 mars 1939).
  - Peter Struck, homme politique allemand (° 24 janvier 1943).
- 2013 :
  - Winton Dean, musicologue britannique (° 18 mars 1916).
  - Herb Geller, saxophoniste, compositeur et arrangeur américain (° 2 novembre 1928).
  - José Gutiérrez Rebollo, militaire mexicain (° 19 avril 1924).
  - Fouad Jawhar, peintre libanais (° 16 novembre 1944).
  - Ružica Sokić, actrice yougoslave puis serbe (° 14 décembre 1934).
- 2015 : 
  - Madame Claude (Fernande Grudet dite), proxénète française (° 6 juillet 1923).
  - Kurt Masur, chef d'orchestre allemand (° 18 juillet 1927).
  - Richard Winston « Dickie » Moore, hockeyeur sur glace canadien (° 6 janvier 1931).
- 2016 :
  - Andreï Karlov, diplomate russe (° 4 février 1954).
  - Fidel Uriarte, footballeur puis entraîneur basco-espagnol (° 1er mars 1945).
- 2017 : Rickey Holden, écrivain et producteur américain de musique et de danses traditionnelles (° 14 octobre 1926).
- 2018 :
  - Jacques David, prélat français (° 22 décembre 1930).
  - Eva Tichauer,  réfugiée politique juive allemande, survivante de la Shoah (° 26 janvier 1918).
- 2020 : Themie Thomai, femme politique albanaise (° 31 octobre 1945).
- 2023 :
  - Monique Arabian, professeure de musique et danseuse classique française (° 22 janvier 1943).
  - André Gallice, footballeur français (° 22 septembre 1950).
  - Janusz Gortat, boxeur polonais (° 5 novembre 1948).
  - Claude Lastennet, tueur en série français (° 19 janvier 1971).
  - Jiang Ping, juriste chinois (° 30 décembre 1930).
  - Boro Jovanović, joueur de tennis yougoslave puis croate (° 21 octobre 1939).
- 2024 :
  - Michael Leunig, artiste, caricaturiste et dessinateur de presse australien (° juin 1945).
  - Barry N. Malzberg, écrivain et éditeur américain (° 24 juillet 1939).
  - Federico Mayor Zaragoza, homme politique, scientifique, diplomate et poète espagnol (° 27 janvier 1934).
  - Didier Pineau-Valencienne, chef d'entreprise français (° 21 mars 1931).
  - Xie Fang, actrice et écrivaine chinoise (° 1er novembre 1935).

## Célébrations

### Internationales et nationales
- Chili : Journée nationale contre le féminicide
- Goa (Inde) : Liberation day ou « fête de la libération », commémorant l'annexion par l'Inde de cette ancienne colonie portugaise en 1961 à l'issue de l'opération Vijay[4].

### Religieuses
- Fêtes religieuses romaines Opiconsivia(e) ou Opeconsiva(e) de stockage des grains, en ce 3e jour de saturnales et en écho des fêtes de récoltes Opalia(e) des 25 août précédant, mais toujours en l'honneur de la déesse romaine de l'abondance Ops (Rhéa en grec etc.), déesse-Terre aussi identifiée à Cybèle.

### Saints des Églises chrétiennes

#### Saints des Églises catholiques et orthodoxe
- Anastase Ier († 401), 39e pape, combattant du donatisme.
- Avit de Micy — ou « Ajout », « Adjutus », ou « Avitus », higoumène (abbé) de l'abbaye Saint-Mesmin de Micy, dans l'Orléanais.
- Boniface de Cilicie († 290), martyr.
- Darius, Zosime, Paul et Second († ?), martyrs.
- Élie, Probos et Arès († 308), martyrs.
- Gregentios de Safare (VIe siècle), évêque.
- Manirus d'Écosse († v. 824), évêque.
- Megendose († 1001), moine.
- Prothasie († 282), vierge et martyre.
- Ribier (VIIIe siècle), moine.
- Samthann (en) († 739), prieure de l'abbaye d'Urney, en Irlande[5],[6].
- Théa et Meuris († 307), Martyres.
- Timoléon († v. 250), martyr.

#### Saints et bienheureux des Églises catholiques
- Augustin Nguyên Van Moi († 1839), laïc vietnamien mort martyr.
- Bernard Paleara († 1122), moine bénédictin du mont-Cassin, élu évêque de Teramo.
- Casimira Wolowska († 1942), bienheureuse religieuse martyre polonaise.
- Cécile de Ferrare († 1151), bienheureuse religieuse italienne.
- Dominique Bai Van Uy († 1839), laïc vietnamien mort martyr.
- Étienne Nguyên Van Vinh († 1839), laïc vietnamien mort martyr.
- Ève Noiszewska († 1942), bienheureuse religieuse martyre polonaise.
- François-Xavier Ha Trong Mâu († 1839), laïc vietnamien mort martyr.
- Guillaume de Fenoglio († 1205), bienheureux moine chartreux italien.
- René Dubroux († 1959), bienheureux prêtre français mort martyr.
- Thomas Nguyên Van Dê († 1839), laïc vietnamien mort martyr.
- Urbain († 1370), bienheureux pape.

### Prénoms du jour
Urbain et ses variantes masculines, Urban et Urbano, et féminines, Urbaine, Urbana et Urbanie.
Et aussi  :
- Anastase.
- Cybèle, Ops, Opis
- Darius et ses variantes : Darian, Darien, Dario.
- Juzel, Yuzel (br) et leurs variantes : Jud, Judael, Juhaël, Juhel, etc.
- Samantha et ses variantes : Samthann, Sametane

## Traditions et superstitions

### Dicton
- « S'il pleut à la Saint-Urbain, c'est quarante jours de pluie en chemin. »

### Astrologie
- Signe du zodiaque : 27e jour du Sagittaire.

## Toponymie
- Les noms de plusieurs voies, places, sites ou édifices de pays ou régions francophones contiennent cette date sous diverses graphies : voir Dix-Neuf-Décembre .